# Doropygus laticornis
Doropygus laticornis är en kräftdjursart som beskrevs av C. B. Wilson 1932. Doropygus laticornis ingår i släktet Doropygus och familjen Notodelphyidae. Inga underarter finns listade i Catalogue of Life.